# Бонате Сото
Бонате Сото (итал. Bonate Sotto) је насеље у Италији у округу Бергамо, региону Ломбардија.
Према процени из 2011. у насељу је живело 6236 становника. Насеље се налази на надморској висини од 215 м.

## Становништво
| 1931. | 1936. | 1951. | 1961. | 1971. | 1981. | 1991. | 2001. | 2011. |
| ----- | ----- | ----- | ----- | ----- | ----- | ----- | ----- | ----- |
| 2.752 | 2.815 | 3.240 | 3.803 | 4.243 | 5.052 | 5.067 | 5.429 | 6.455 |